# قائمة عشيقات ملوك فرنسا
منذ نهاية العصور الوسطى وحتى الثورة الفرنسية، لم يكن من غير المألوف أن يحتفظ ملوك فرنسا المرتبطين بعشيقة واحدة أو أكثر من العشيقات الملكيات. كان للعديد منهم، مثل مدام دو بومبادور، تأثرت تأثيراً كبيراً في البلاط الملكي والملك، و أغنس سيرويل التي أثرت على شارل السابع ملك فرنسا، وديان دو بواتييه التي أثرت على هنري الثاني ملك فرنسا، وغابرييل دي إستري على هنري الرابع ملك فرنسا. وصل لويس الرابع عشر إلى حد الزواج سراً من إحدى عشيقاته، مدام دو مانتينون.
في القرن السادس عشر، استخدم لقب العشيقة الرئيسية أو العشيقة الرسمية (maîtresse-en-titre) عندما تكون العشيقة تعتبر أهم عشيقة للملك الفرنسي.  بدأ استخدام اللقب في عهد هنري الرابع واستمر في عهد لويس الخامس عشر.
وأيضاً يستخدم لقب العشيقة الصغرى (Petite maîtresse) عندما تكون العشيقة غير مهمة أو غير مشهورة للملك الفرنسي.

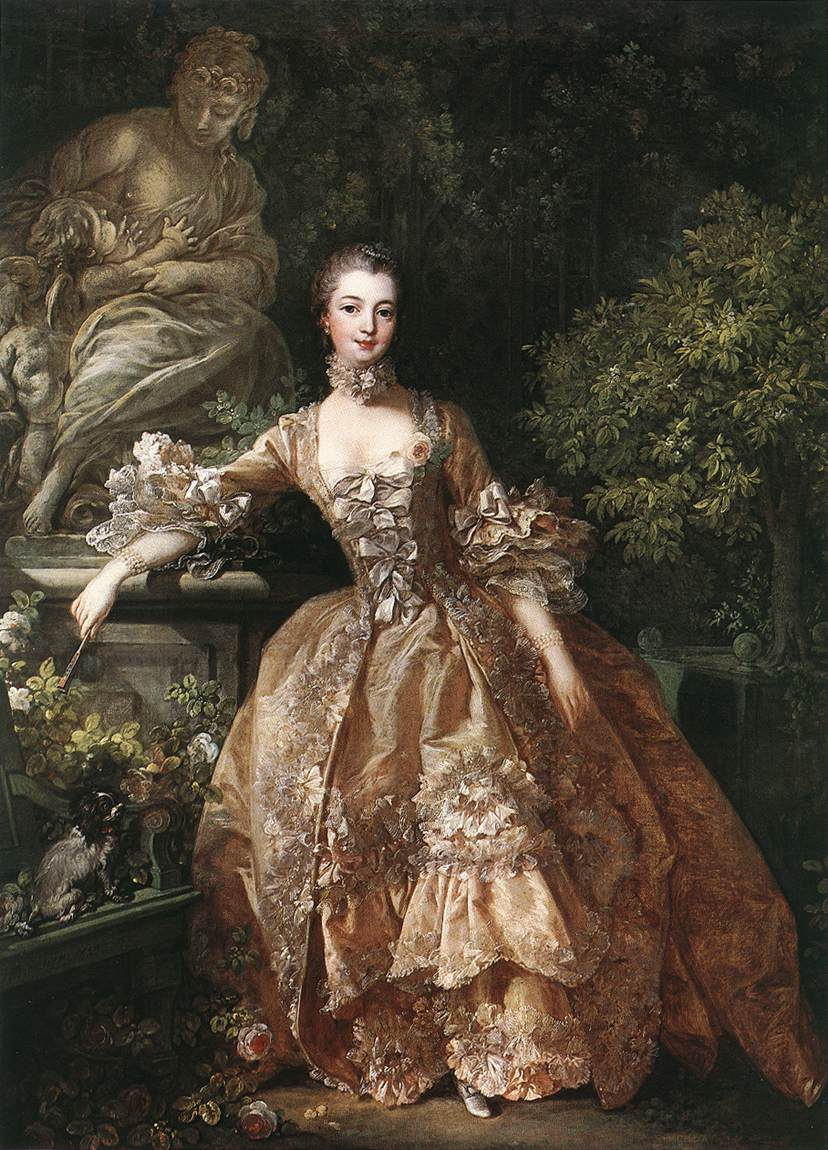
مدام دو بومبادور التي تعتبر أهم عشيقات ملوك فرنسا

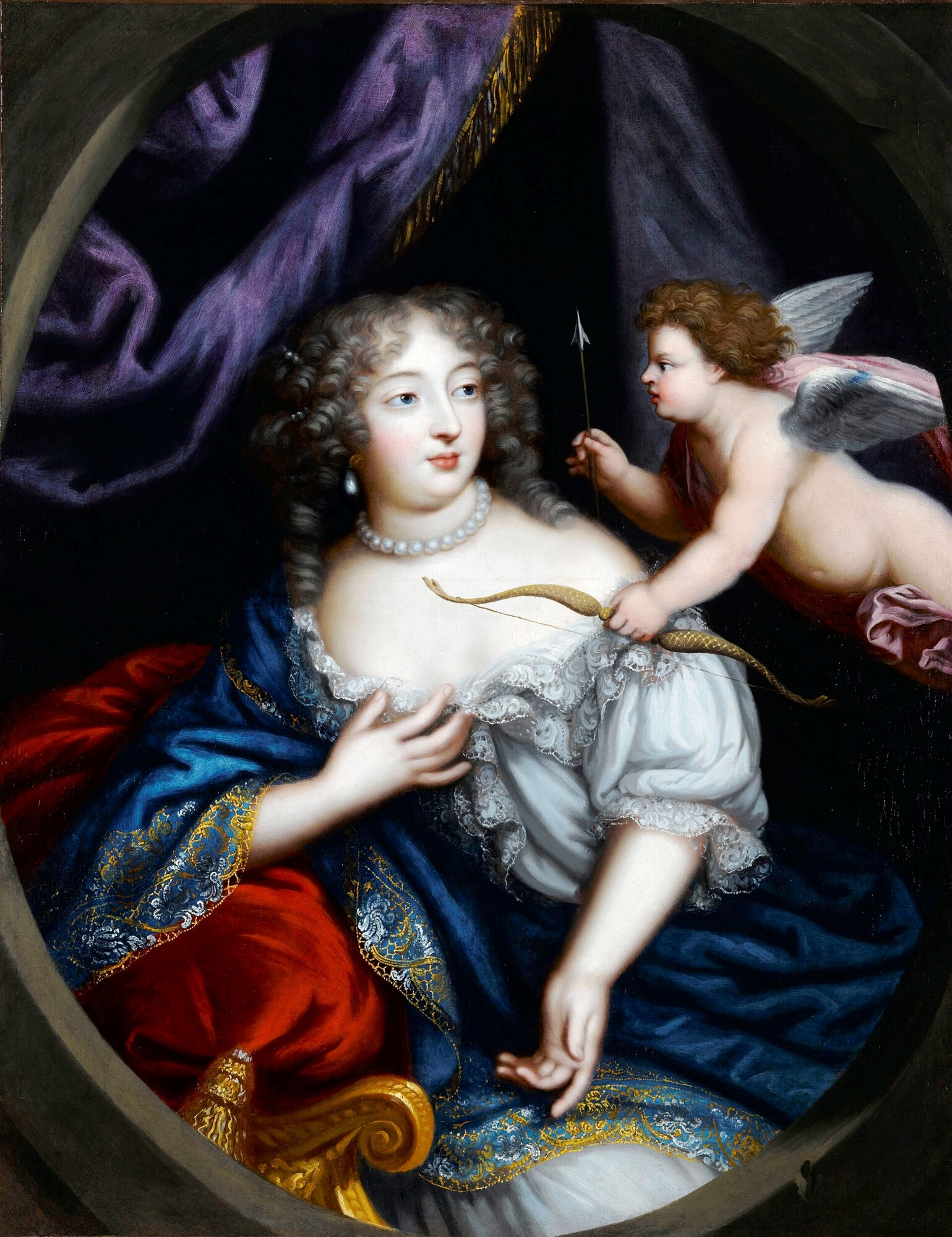
مدام دو مونتيسب التي تعتبر أيضًا أهم عشيقات ملوك فرنسا

هنري الرابع ولويس الرابع عشر ولويس الخامس عشر هم ملوك فرنسا الذين تميزوا بشكل خاص بكونهم لديهم العديد من العشيقات. شهد الإمبراطور الفرنسي نابليون الأول ونابليون الثالث عدداً كبيراً من المغامرات العاطفية.
تتضمن هذه القائمة على عشيقات ملوك فرنسا.

## القائمة

### كلوتير الأول
- والدرادا، أميرة لومبارديا
- والترود من لومبارديا
- أرنيغونيس

### شاربيرت الأول
- ميروفليدا
- كلوتيلد
- ماركوفيفا
- ثيوجيلدا

### شيلبيريك الأول
- فريدجوند (توفيت 597)؛ (لاحقاً أصبحت زوجته)

### شارلمان
- غيرسويندا من الساكسونيين
- أمالترود من فيينا
- اثيليند
- سيغراد
- مادلجارد
- ريجينا
- Landrade des Herbages
- أديليندوس

### لويس الأول
- ثيوديليني من سنس

### لويس الثاني
- لوتيجارد من ساكسونيا
- أدلهيد من باريس

### شارل الثالث
- إدجيفا من كنت
- فريدرونا فون رينجلهايم

### فيليب الأول
- بيرتراد دي مونتفورت (1070 - 1116)؛ لاحقاً أصبحت زوجته، لم تعترف بها الكنيسة.

### لويس السادس
- ماري دي بيورليه

### لويس العاشر
- مجهولة، أنجبت له طفلة[5]

### فيليب السادس
- بياتريس دي لا بيريير (1294-1348)

### شارل الخامس
- بيتي كاسينيل (ح.1340-ح.1380).[ا][ب][8]
- مجهولة، أنجبت له طفلاً.[9]

### شارل السادس
- أوديت دو شامبديفيه (1425-1390).

### شارل السابع
- أغنس سيرويل (1422-1450).[10]
- أنطوانيت دي مينيليه (1434-1474).[11]

### لويس الحادي عشر
- فيليزي ريجنارد (1475-1424).[12]
- مارغريت دي ساسيناج (1424-1470).

### فرانسوا الأول

#### عشيقات رسميات (العشيقة الرئيسية)
- فرانسواز من فوا، كونتيسة شاتوبريان (ح.1495-1537).
- آن دي بيسيلو دي هيلي، دوقة إتامبس (1508 - 1580).

#### عشيقات غير رسميات (العشيقة الصغرى)
- ماري جودين (1490 - 1580)؛ كانت من أجداد غابرييل دي إستري ألتي أصبحت لاحقاً عشيقة الملك هنري الرابع.[13]
- ماري بولين (1499 - 1543) (متنازع عليه)؛ الشقيقة الكبرى ل آن بولين وجورج بولين، لاحقاً أصبحت عشيقة هنري الثامن ملك إنجلترا.
- الحدادة الجميلة (1500 - 1530).
- كلود دو روهان جيي (1519-1579).

### هنري الثاني

#### عشيقات رسميات (العشيقة الرئيسية)
- ديان دو بواتييه (1499-1566).

#### عشيقات غير رسميات (العشيقة الصغرى)
- جين ستيوارت (ح.1500 - ح.1550).
- فيليبا دوتشي (ح.1520-?).
- نيكول دي سافيني (1535-1590).

### شارل التاسع
عشيقات غير رسميات (العشيقة الصغرى)
- ماري توشيت (1549 - 1638).

### هنري الثالث
عشيقات غير رسميات (العشيقة الصغرى)
- رينيه دي ريو (1541-1582).
- لويز دي لا بيروديير (1530-1586).
- ماري من كليفز، أميرة كوندي (1553-1574).
- جين دي لافال (1549-1586).

### هنري الرابع
كان لدى هنري العديد من العشيقات الرسميات والغير رسميات، وأنجب منهم 9 أطفال. في 1599 أراد الملك هنري أن يطلق مارغريت من فالوا والتزوج من إحدى عشيقاته، غابرييل دي إستري ولكن منعته الكنيسة من ذلك.

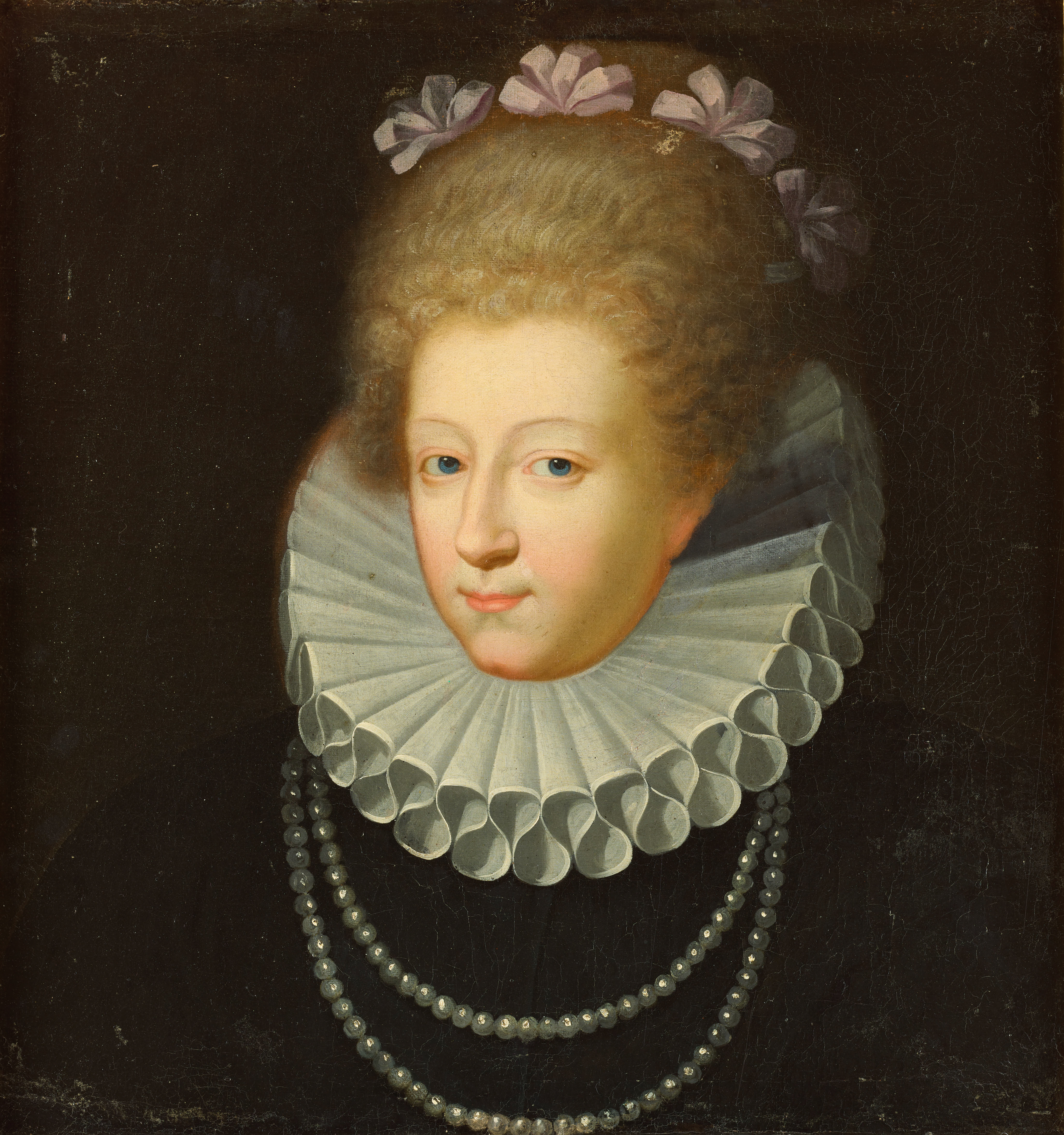
غابرييل دي إستري، العشيقة التي أراد هنري الرابع ملك فرنسا أن يتزوجها

تتضمن هذه القائمة العشيقات معترف بها تاريخياً ونسباً لشعبية:

#### عشيقات رسميات (العشيقة الرئيسية)
- 1591 - 1599 : غابرييل دي إستري (1571 - 1599).
- 1599-1609 : كاثرين هنرييت دي إنتراغ (1579-1632).

#### عشيقات غير رسميات (العشيقة الصغرى)
- 1571-1572 : فلوريت دي نيراك.
- 1571 : شارلوت دي سوف
- : لويز دي لا بيرودييه (1551-1617)؛ عرفت ب لا بيل رويت، كانت إحدى خادمات الشرف ل مارغريت من فالوا
- 1573-1574 : بريتين دي دوراس.
- 1575-1576 : لويز بوري أنجبت له طفلاً في 1576.
- 1578 : فيكتوار دي أيالا، كانت إحدى خادمات الشرف ل كاثرين دي ميديشي.
- 1579 : السيدة ريبورز، كانت إحدى خادمات الشرف للملكة مارغريت من فالوا.
- 1579 : السيدة مونتاجو .
- 1579 : مدام دو آلوس .
- 1579 : إيمي لو جراند
- 1579 : كاثرين دي لوك، توفيت جوعاً عندما تخلى عنها الملك.
- 1579 : آن دو كامبفورد، إنتحرت قافزة من النافذة بعد أن تركها هنري.
- 1579-1581 : فرانسواز دي مونتمورنسي فوسيو (1566-1641)، كانت إحدى خادمات الشرف للملكة مارغريت من فالوا. أنجبت له ابنة للملك.
- أنطوانيت دي بونس، ماركيزة جورشيف (1570-1632).
- كاثرين دي فيردن.
- 1598 : مدام كيلين.
- 1598 - 1599 : أنطوانيت دو بواتييه.
- 1599 : السيدة كلين (مختلف عن المدام كيلين).
- 1599 : ماري فرانسواز دي لا بورديزييه
- جاكلين دي بويل (ح.1580 - 1651)
- 1607 - 1609 : شارلوت ديس إسارتس (ح.1580-1651)
- 1610 : أنجيليك بوليت

### لويس الرابع عشر
كان لدى لويس الرابع عشر العديد من العشيقات الرسميات والغير رسميات، وأنجب منهم 16 طفلاً. وصل لويس لحد الزواج سراً من عشيقته مدام مانتينون بعد وفاة زوجته ماريا تيريزا في 1683.

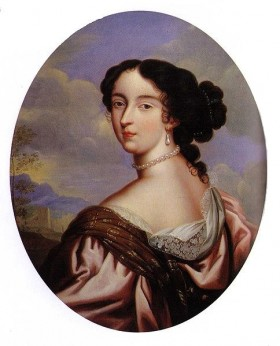
مدام دو مانتينون التي تزوجت سراً من لويس الرابع عشر

#### العشيقات الرسميات (العشيقة الرئيسية)
- 1661 - 1667 : فرانسواز لويز دو لا فالييه، دوقة فاوجو (1644 - 1710).
- 1667 - 1681 : فرانسواز أثينايس دو روششوا، ماركيزة مونتيسب و أيضاً عرفت ب مدام دو مونتيسب (1640 - 1707).
- 1675-1678 : إيزابيل دو لودر (1647-1722)
- 1679 - 1681 : ماري أنجيليك دو سكورايلس دو روسيل، دوقة فونتوج (1661 - 1681).
- 1683 - 1715 : فرانسواز دو أوبين، ماركيزة مانتينون و أيضاً عرفت ب مدام مانتينون أو مدام سكارون (1635 - 1719)؛ ليست عشيقة ولكنها زوجة سرية للملك.

#### عشيقات غير رسميات (العشيقة الصغرى)
- 1652 - 1654 : كاثرين بيلييه (1614-1689).
- 1654 -1657 و 1661-1662 : أولمبيا مانشيني (1638-1708).
- 1658 : آن مادلين دي كونتي دي أرجينكور
- 1658 - 1659 : ماري مانشيني (1639-1715) ؛ ليست عشيقة، مجرد حب أفلاطوني
- مجهولة، أنجبت له طفلة في 1660
- 1660-1661 : هنريتا آن من إنجلترا (1644-1670) مجرد حب أفلاطوني.
- 1665 : كاثرين شارلوت دو غرامونت، أميرة موناكو (1639-1678)
- غابرييل دو روششوا دو مورتيما (1633-1693)؛ شقيقة مدام دو مونتيسب
- 1669-1675 : آن دو روهان، أميرة سوبيز  [لغات أخرى]‏ (1648-1709)
- 1670-1676 : كلود دو فين دي أوليه (ح.1637-ح.1687)
- 1670-1673 : ديان غابرييل دي داماس دي تيانجيس (1656-1715)
- 1673-1677 : ليدي دي روشفورت ثيوبون (1638-1708)
- 1676 - 1677 : ماري شارلوت دو كاسيلنو (1648-1694)
- 1680-1683 : ماري مادلين أغنيس دي جونتوت بيرون (1653-1724)
- 1681 : لويز إليزابيث روكسيل و أيضاً عرفت ب مدام دو غرانسي (1653-1711)
- 1681 : جين دو روفروي (1650-1689)
- 1681 : فرانسواز تيريز دو فويير، و أيضاً عرفت ب المدام دو أوري
- 1681 : ماري أنطوانيت دو روفروي، كونتيسة دو أويسي (1660-1721)
- 1681 : ماري روزالي دي بينيز (1665-1735).
- 1682 : مدام دي سانت مارتين.
- 1683 : ماري لويز دي مونتمورسي لافال، دوقة روكيلور (1657-1735).

### لويس الخامس عشر
تميز لويس الخامس عشر بكونه لديه العديد من العشيقات، بحيث كان لديه 55 عشيقة، وأنجب منهم 13 طفلاً.

#### العشيقات الرسميات (العشيقة الرئيسية)
- 1732-1740 : لويز جولي دو مايلي (1710-1751)
- 1739–1741: بولين فيليسيت دو مايلي (1712-1741)
- 1742–1745: ديان أديلايد دو مايلي
- 1742–1744: ماري آن دي ميللي نيسل
- 1745–1764: جين أنطوانيت بواسون، ماركيزة بومبادور
- 1769–1774: جين بيكو، كونتيسة باري (1743-1793)

#### العشيقات الغير رسميات (العشيقة الصغرى)
بعد عام 1755، كان العشاق غير الرسميين للملك الذين لا ينتمون إلى طبقة النبلاء يُحتفظ بهم غالباً في حديقة الغزلان.

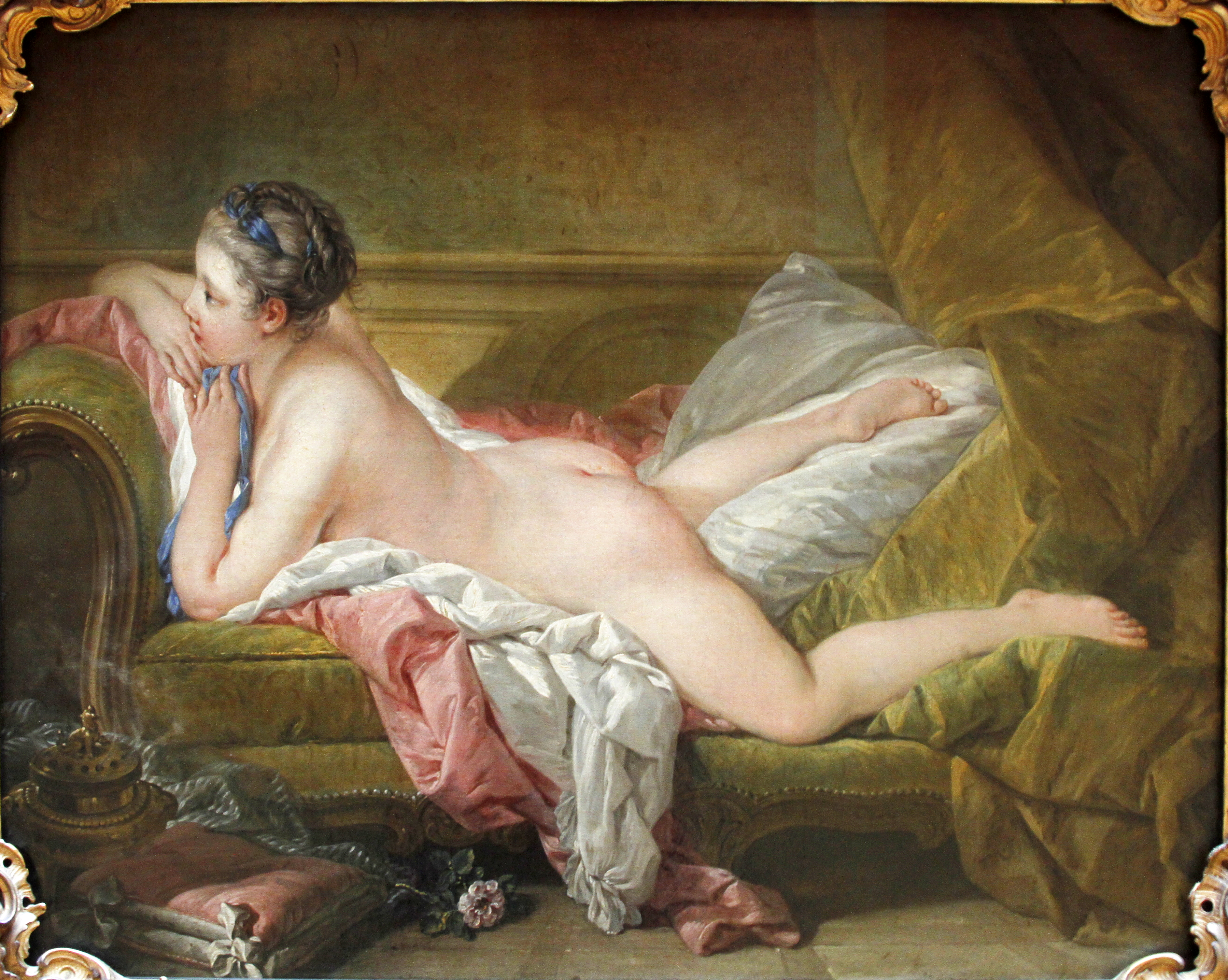
ماري لويز أوموفري بريشة فرانسوا بوشيه

تحتوي هذه القائمة على عشيقات لويس الخامس عشر الغير رسميات :
- 1738 : مجهولة، ابنة جزار في فرساي.
- 1738 : تيريز إيولاي دو بيوبويل دو سانت أولير (1705-1739).
- 1738: ماري آن دي فوني، عرفت أيضاً ب المدام أميلوت (1716-1783).
- 1748: آن ماري دي مونتمورنسي-لوكسمبورغ، أميرة روبيك (1729-1760).
- 1748: ماري آن فرانسواز دو نواؤل، كونتيسة لا مارك (1719-1793).
- 1749 : إليزابيث-شارلوت هوغيت دو سيمونفيل، كونتيسة إستراد (1715-1784).
- 1749: ماري فرانسواز دي كاربونيل دي كانيزي (1725-1796).
- 1750 : ألكسندرين سوبليت دو هيوديكور، ماركيزة بيلسونسي (1721-1800).
- 1750 : فرانسواز دو تشالوس، دوقة ناربون لارا (1734-1821). * 1750-1750: إيرين دو بويسون دي لونجبريه (توفيت 1767).
- 1750-1751: ماري جينيفيف راديكس من سانت فوي (1729-1802).
- 1752: جين مارغريت دو نيكيه (1732 - 1795).
- 1752-1752: شارلوت روزالي دي شوازول بوبر (1733-1753)
- 1752-1754 : ماري لويز أومورفي (1737-1815)
- 1755-1755: فرانسواز دو تشالوس (مجدداً) (1734-1821)
- 1755-1757: بريدجيت أومورفي (1729-1793).
- 1755 : المدام فوكيه، ابنة مصفف شعر
- 1755: المدام روبرت
- 1755-1759: المدام ديفيد
- 1755-1759: المدام أرموري، "ميمي"، ابنة راقصة باليه

### نابليون الأول
- 1798 - 1799 : بولين فورس
- 1809 - 1810: ماري فالفيسكا
- إليونور دينويل

### لويس الثامن عشر

#### العشيقات الرسميات (العشيقة الرئيسية)
- زوي فيكتوار تالون (1785-1852).

#### العشيقات الغير الرسميات (العشيقة الصغرى)
- آن دو بالبي

## أنظر أيضاً
- العشيقة الرئيسية

## روابط خارجية
1. ↑  "Although Biette Cassinel has been attached occasionally to Charles V, no concrete evidence for a relationship exists."[6]
2. ↑  "..concerning the relations which may have existed between Charles V and the mother[Biette Cassinel] of Jean de Montaigu, are not justified by any proof by any reference.."[7]